# Antiscopa
Antiscopa là một chi bướm đêm thuộc họ Crambidae.

## Các loài
- Antiscopa acompa (Meyrick, 1885)
- Antiscopa elaphra (Meyrick, 1884)
- Antiscopa epicomia (Meyrick, 1884)